# Другая Армада (1779)
Другая Армада (англ. The Other Armada, 1779) — британское название комбинированного франко-испанского флота, собранного в 1779 году для несостоявшегося вторжения в Англию. Названа по аналогии с испанской «Непобедимой Армадой».

## Исторический фон
Во всех войнах начиная с середины XVII века Франция преследовала мечту вторгнуться на Британские острова. По замыслу, её более мощная сухопутная армия после этого могла бы диктовать Англии свои условия мира. Но какими бы хитрыми и изобретательными эти планы ни были, они все зависели от одного непременного условия: тем или иным образом отвлечь, обойти или по-иному избегнуть имеющий превосходство в Канале — если не в качестве, то в числе — британский флот.
Но во время Американской революционной войны заметная часть Королевского флота была за океаном, и если бы удалось соединить силы французского и испанского флотов, преимущество перешло бы к ним. Собственно, в секретных переговорах между Францией и Испанией в 1778—1779 годах, последняя более решительно выступала за вторжение как основу объединенной стратегии.
Полномасштабное вторжение все же было Бурбонским монархам не по силам. План предусматривал только оккупацию острова Уайт с последующей высадкой в Госпорт и бомбардировкой до полного уничтожения главной королевской верфи и базы флота в Портсмуте. В Гавре и Сен-Мало была сосредоточена французская армия свыше 20 000 человек. Когда в планы включили еще осаду и оккупацию Портсмута, это число выросло до 30 000 — больше, чем вся британская регулярная армия.
Королевский флот тоже столкнулся с проблемами: из-за политического раскола в результате дела Кеппеля-Паллисера единственным адмиралом, которого удалось уговорить на командование, был не слишком везучий сэр Чарльз Харди. До этого он занимал должность управляющего Гринвичского госпиталя.

## Кампания

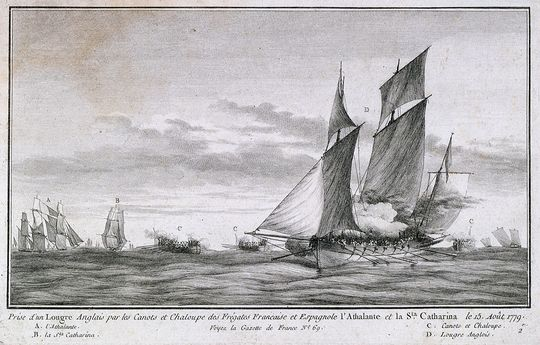
Захват английского люггера,
15 августа 1779

До начала высадки франко-испанский флот должен был войти в Канал и подавить британский своей численностью. Но Испания отказывалась объявлять войну до того, как французы выйдут в море. Когда в июне 1779 это наконец произошло, испанцы затянули свой выход еще почти на 2 месяца, и только в середине августа наконец присоединились. К тому времени на французском флоте вспыхнули болезни, а на кораблях подходили к концу припасы и вода.
Королевский флот опоздал блокировать французов в Бресте, и когда соединённая армада из 66 кораблей вошла в Канал, Харди, имея меньше 40, мог только отходить. На это он имел благословение правительства, но многие на флоте рассматривали это как бесславное бегство. Рассказывают, что моряки на HMS Royal George завязали носовой фигуре глаза, чтобы «старый король» не видел, до чего дошел его когда-то победоносный флот.
Но, преследуемая изменчивой погодой, болезнями, необученностью и нехваткой припасов, армада была сама себе худшим врагом. Дошло до того, что как победу праздновали захват люггера шлюпками двух фрегатов 15 августа. Двумя днями позже посланные к Харди подкрепления наткнулись у Плимута на французский дивизион. Всем, кроме 64-пушечного HMS Ardent, удалось уйти: этот последний, плохо подготовленный к бою и манёвру, отгонял от себя фрегаты Junon и Gentille, пока не подошли более мощные французские корабли. Впоследствии его капитан за недостаток умения был уволен в отставку.
В начале сентября франко-испанский флот был вынужден вернуться в базы, не имея в активе ничего, кроме Ardent. Он прозевал даже основные конвои из колоний. Он был в таком состоянии, что потратил пять дней, только втягиваясь в Брест через горло пролива. Составлялись планы на новый выход в море после ремонта и пополнения, но всего необходимого просто не было в наличии.

## Итоги
Угроза вторжения фактически миновала. «Британский ежегодник» 1780 года так подытожил эту кампанию:

Пожалуй, никогда еще не собирались вместе такие силы флота. И уж точно никогда они не добивались столь малого.
Оригинальный текст (англ.)Never had perharps so great a naval force been assembled on the seas. Never any by which less was done.

Возможно, звучит злорадно, но на самом деле это было от облегчения: впервые за двести лет Англии грозила столь серьёзная опасность.
По существу кампания завершилась вничью. Франция добилась так давно искомого превосходства на море, но не смогла им воспользоваться. Во всех последующих сражениях её перевес был меньше, а при островах Всех Святых окончательно исчез. Британия же оказалась в положении, когда лишилась традиционного преимущества. Стало ясно, что одного только флота для защиты островов недостаточно. В итоге в самой стране началось строительство новых береговых укреплений и дополнительный набор в ополчение.